# 오키촌 (도쿄도)
오키촌(沖村)은 도쿄도 오가사와라 지청에 일찍이 존재했던 촌이다.

## 연혁
- 1940년 4월 1일 - 보통 정촌제 시행에 수반해 성립하였다.
- 1943년 - 도쿄도로 승격되었다.
- 1946년 - 미군의 지배하에 들어갔다.
- 1952년 4월 28일 - 샌프란시스코 강화 조약에 따라 5촌은 일본 정부의 행정 관할에서 분리되어 미국의 신탁 통치령이 되었다.
- 1968년 6월 26일 - 미국에서 반한됨과 동시에 오가사와라 지청의 전 촌이 합쳐져 오가사와라촌이 되었다.

## 인구
| 1937년 | 1,492 |

## 참고문헌
- 角川日本地名大辞典編纂委員会『가도카와 일본 지명 대사전 13 東京都』、가도카와 쇼텐、1978年、ISBN 4-04-001130-9
- 日本加除出版株式会社編集部『全国市町村名変遷総覧』、日本加除出版、2006年、ISBN 4-8178-1318-0